# Hot Wheels Unleashed 2: Turbocharged
Hot Wheels Unleashed 2: Turbocharged est un jeu vidéo de course développé et publié par Milestone Interactive, sorti le 19 octobre 2023 sur Nintendo Switch, PlayStation 4, PlayStation 5, Microsoft Windows, Xbox One et Xbox Series.
Il fait suite à Hot Wheels Unleashed (2021).

## Accueil

### Distinction
Le jeu est nommé dans la catégorie « meilleur jeu de sport/course » lors des Game Awards 2023, sans pour autant remporter le lauréat face à Forza Motorsport.